# Семинария Святого Винсента Феррера

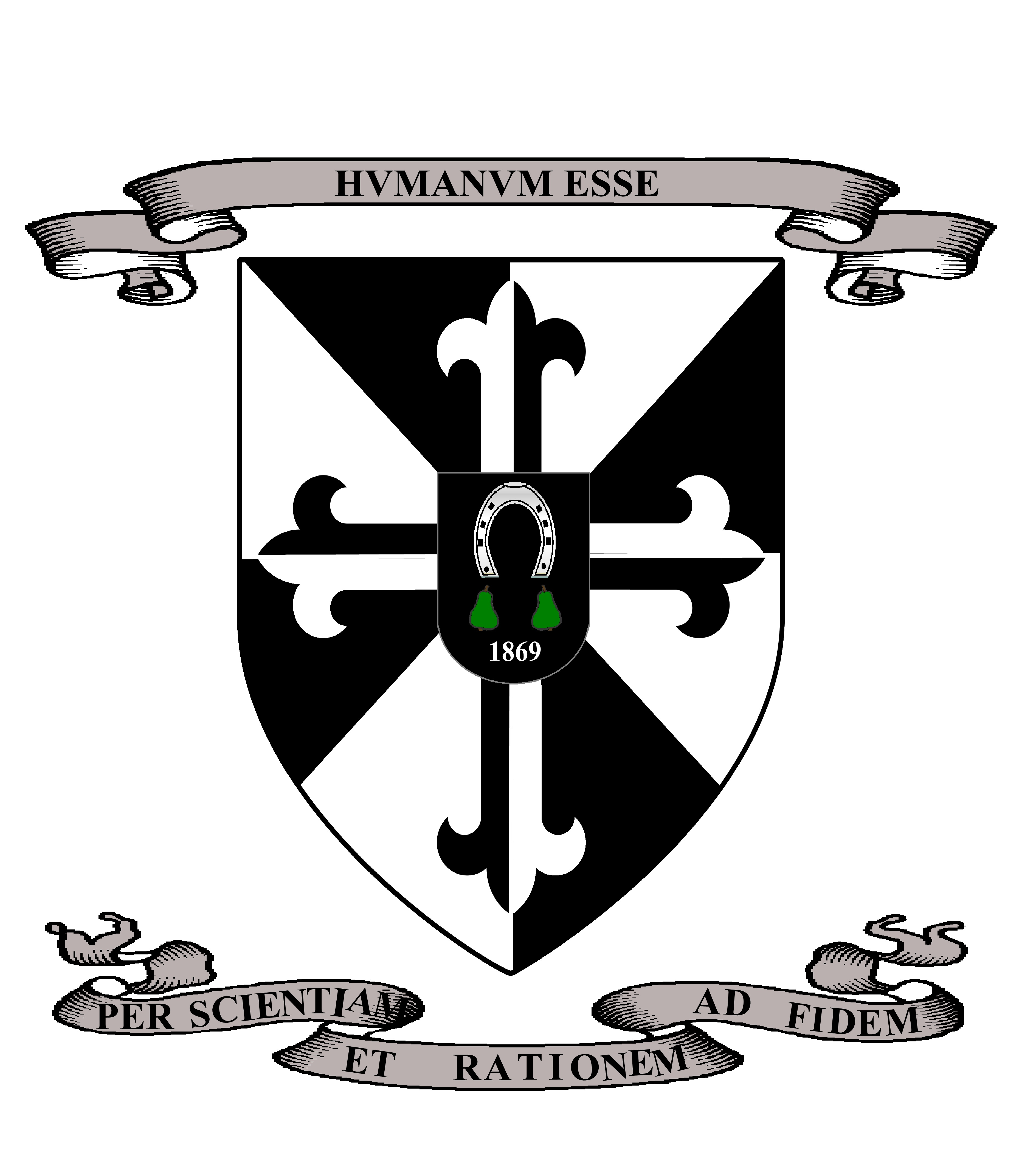
Герб семинарии

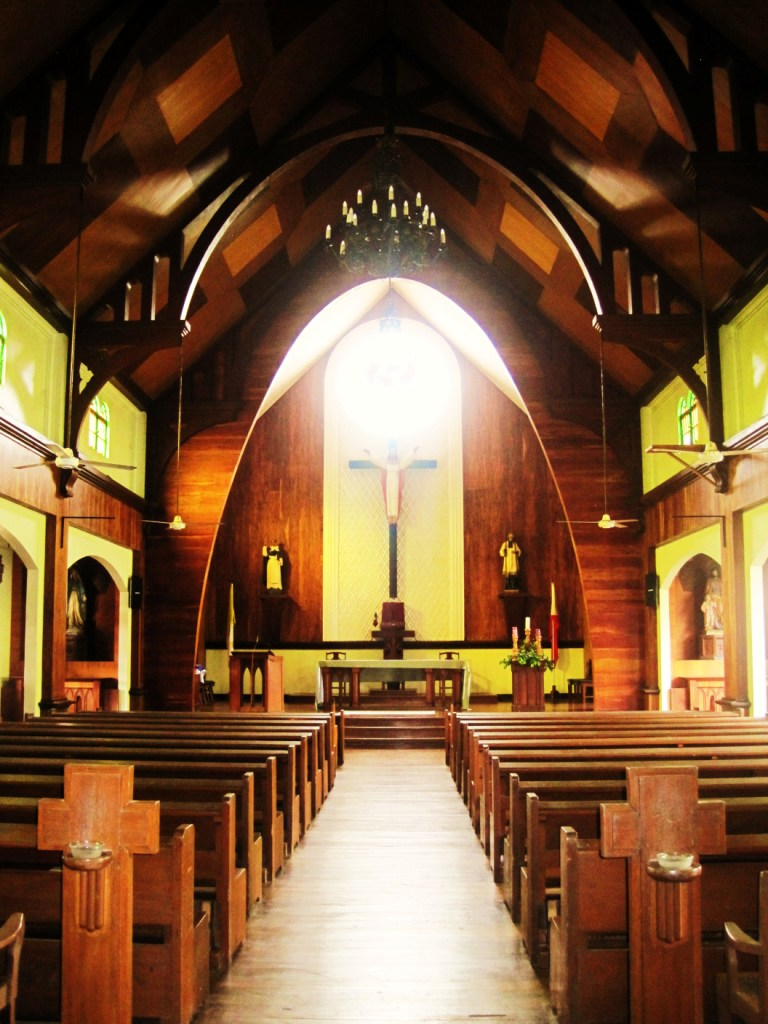
Интерьер семинарской часовни

Семинария Святого Винсента Феррера (лат. Sancti Vincentii Ferrer Seminarium) — высшее учебное заведение католической архиепархии Харо, находящееся на улице Э. Лопеса в городе Илоило, Западные Висайи, Филиппины. Создано в испанский колониальный период и является одним из старейших образовательных учреждений на острове Панай. Названа в честь святого Викентия Феррера.

## История
27 мая 1865 года Римский папа Пий IX издал буллу «Qui ab initio», которой учредил епархию Харо. В этом документе папа призывал нового епископа этой епархии как можно скорее основать семинарию для образования местных жителей. Первым епископом Харо был назначен испанский доминиканец Мариано Куартеро, который при учреждении епархии находился в Испании и исполнял должность генерального прокурора доминиканского ордена. 25 апреля 1868 года он прибыл в Илоило и в декабре 1869 года основал семинарию для кандидатов в священство. Обучение семинаристов и её руководство было поручено монахам-августинцам. Первым ректором семинарии стал священник Ильдефонсо Мораль. Строительством семинарии занимался священник Анисето Гонсалес. Обучением занимались священники Хуан Хайме и Руфино Мартин и брат Франсиско Лопес. Эти вышеперечисленные священнослужители считаются основателями семинарии. Первыми семинаристами были Басилио Альбар и Сельвестре Апура, которые первыми окончили семинарию и были рукоположены в сан священника в 1873 и 1874 году.
В первые годы своей истории семинария располагалась в резиденции епископа Харо. 11 марта 1871 года был освящён краеугольный камень здания семинарии. К октябрю 1872 года значительная часть семинарии была построена и была готова к использованию. Строительство завершилось полностью в ноябре 1874 года. Двухэтажное здание семинарии имело размер 54 Х 52 метров. В центре здания находился небольшой сад площадью 23 квадратных метра. Первый этаж был сделан из камня и кирпича, а второй — из твёрдого дерева.
Новая семинария стала вскоре одним из самых популярных учебных заведений на острове Панай. Кроме кандидатов в священство в ней также получали среднее образование местные жители. С 1875 года семинария стала принимать студентов из других филиппинских епархий, в связи с чем значительно увеличилось число обучающихся, и епископ Харо принял решение не принимать больше студентов, желавших получить светское образование. Согласно статистическому отчёту для доминиканского ордена «Exposicion General de las Islas Filipinas in Madrid, 1887-Memoria» за десятилетний период с 1875 года по 1885 год существования семинарии её окончили 5344 студентов.
В 1891 году семинарии получила первый статус колледжа и получила аффиляцию с университетом Санто-Томас в Маниле. С этого времени в ней снова обучались две различные группы, в одной из которой готовились будущие священники, а в другой получали светское образование. С 1897 года в семинарии ежегодно обучалось в среднем около 150 студентов и 600 экстернов.
Во время испанско-американского конфликта семинария использовалась в качестве военных казарм. В 1898 году её заняли американские военнослужащие. Студенты во время этого конфликта обучались в колледже Сан-Хосе, а священники ушли на север острова, где сотрудничали с филиппинским генералом и будущим губернатором провинции Илоило Мартином Теофило Дельгадо, который был выпускником семинарии. В 1902 году священники возвратились в семинарию, которая продолжила свою деятельность. В 1906—1907 году в семинарии обучалось более 600 студентов.
В 1906 году здание семинарии значительно пострадало от пожара, после чего началось его восстановление. После ремонта было добавлено три новых этажа и 17 сентября 1907 года в семинарии продолжилось образование. В 1908 году епископом Харо был назначен американский епископ Деннис Джозеф Доэрти, который пожертвовал большую денежную сумму для дальнейшего расширения семинарии.
В 1925 году из семинарии выделилось светское учреждение «Colegio de San Vicente Ferrer», которое через два года прекратило своё существование. В семинарии же с этого года стали готовить только будущих священнослужителей. В связи с тем, что светское образование давало основной доход для семинарии, значительно уменьшилось количество обучающихся семинаристов. В первую четверть XX века семинария находилась в тяжёлом финансовом положении.
Во время Второй мировой войны Илоило был занят японскими войсками, после чего семинария была закрыта. В это время в семинарии проживало несколько студентов. Священники семинарии служили капелланами. В 1942 году был убит ректор семинарии брат Аусменди. 20 февраля 1945 года семинария была значительно разрушена во время налёта американской авиации. 7 января 1946 года семинария возобновила свою деятельность в монастыре святой Барбары и после восстановления разрушенного здания была переведена в прежнее место. В 1946 году в семинарии обучалось 32 студента.
В 1957 году семинария приобрела статус регионального межепархиального учреждения. В ней обучались кандидаты в священство из епархий Баколода, Каписа и апостольского викариата Калапана. В 1958 году семинария была признана государственным учреждением, после чего получила право выдавать государственные дипломы и предоставлять научные звания бакалавра искусств.

## Известные выпускники
- Хайме Лачика Син — архиепископ Манилы, кардинал.
- Хосе Серофия Пальма[2] — архиепископ Себу.
- Фернандо Капалья — архиепископ Давао.